# 赫根足球會
赫根足球會（瑞典語：BK Häcken）是一支位於的瑞典球會，於1940年8月2日成立，現正於瑞典足球超級聯賽角逐。
1940年，一群热爱足球运动的少年决定成立一个足球俱乐部，并参加国内联赛。他们决定以树篱作为俱乐部名称，名称源于他们所在足球场地周围由许多茂盛树木形成的树篱。
俱乐部赢得了2022年瑞典足球超級聯賽，历史上首次成为瑞典冠军。

## 榮譽
- 瑞典超級足球聯賽：
  - 冠軍（1）：2022
- 瑞典盃：
  - 冠軍（4）：2015–16, 2018–19, 2022–23, 2024–25

## 著名球員
- Tobias Hysén
- 基姆·谢尔斯特伦（Kim Källström）
- Teddy Lucic
- 斯蒂格·托夫丁（Stig Tøfting）

## 外部連結
- 官方网站  （瑞典文）
- Supporterklubben Getingarna （页面存档备份，存于） - 官方球迷會網站
- Sektion G （页面存档备份，存于） - 球迷網站